# Agylla argentifera
Agylla argentifera là một loài bướm đêm thuộc phân họ Arctiinae, họ Erebidae.